# Klony počítačů ZX80 a ZX81
Počítače kompatibilní s počítači ZX80 a ZX81 byly vyráběny nejen společnostmi Sinclair Research a Timex Sinclair. Toto je seznam neoficiálních klonů.

## Seznam neoficiálních klonů počítačů

### Argentina

#### CZ 1000
Počítač CZ 1000 je počítač vyráběný společností Tadeo Czerveny S.A. Počítač je totožný s počítačem Timex Sinclair 1000, pouze místo loga Timex Sinclair 1000 je označen logem Czerweny CZ 1000.

#### CZ 1000 plus
CZ 1000 plus je novější verze počítače CZ 1000 zabudovaná do nového obalu a navíc vybavená tlačítkem reset a interfacem pro joystick.

#### CZ 1500
Počítač CZ 1500 je počítač totožný s počítačem Timex Sinclair 1500, pouze místo loga Timex Sinclair 1500 je označen logem Czerweny CZ 1500.

#### CZ 1500 plus
CZ 1500 plus je počítač totožný s počítačem CZ 1000 plus, pouze místo 2 KiB paměti RAM obsahuje 16 KiB paměti RAM.

### Brazílie

#### Apply 300
Varianta počítače ZX81 vyráběná společností Centro de Desenvolvimento de Systemas Electrônicos Ltda. Paměť RAM počítače může být rozšířena na 32 nebo 48 KiB. Klávesnice počítače je proti počítači Zx81 rozšířena o numerickou část. Počítač je vybaven sériovým interfacem.

#### AS-1000
Počítač vyráběný společností Engebrás Eletrônica e Informática. Počítač obsahuje 8 KiB paměti ROM a 16 KiB paměti RAM, která je pomocí interních 16KiB modulů rozšiřitelná až na 48 KiB. Počítač má vestavěný sériový interface.

#### CP-200
Počítač vyráběný brazilskou společností Prológica Microcomputadores Ltda. Počítač je vybavený 8 KiB paměti ROM a 16 Kib paměti RAM. Paměť počítače už dále nemůže být rozšířena. Paměť ROM je ve skutečnosti paměť EPROM typu 2732. Klávesnice počítače má dvě klávesy Shift a dvě klávesy Reset. Pro vyresetování počítače je nutné stisknout obě klávesy Reset současně. Počítač je zmíněn v názvu knihy Onde E Comosao Armazenadas as Variaveis NA Memoria Do ZX81/TS1000/Tk82c/CP200 (Kde a jak jsou strukturovány proměnné v paměti počítačů ZX81/TS1000/Tk82c/CP200).

#### Microdigital TK80
TK80 je varianta počítače ZX80 společnosti Microdigital Eletrônica. Počítač je vybaven 4 KiB paměti ROM a 1 KiB paměti RAM, kterou je možné rozšířit až na 16 KiB.

#### Microdigital TK82
TK82 je varianta počítače ZX80 s rozšířenou pamětí RAM na 2 KiB. Kromě toho byl počítač vybaven interfacem pro joystick, zvukovým generátorem a možností ukládat data na magnetofonovou pásku vyšší rychlostí. Velikost paměti ROM je 4 KiB. Paměť RAM je rozšiřitelná na 16 KiB.

#### Microdigital TK82-C
TK82C je varianta počítače TK82 s pamětí ROM rozšířenou na 8 KiB. Programové vybavení počítače bylo doplněno o práci s desetinnými čísly a byly přidány matematické funkce. K počítačům TK82 a TK82-C existuje termotiskárna Microdigital TK Printer.

#### Microdigital TK83
TK83 je varianta počítače ZX81 vybavená 2 KiB paměti RAM rozšiřitelnými až na 64 KiB a interfacem pro joystick. Počítač může ukládat data na magnetofonovou kazetu rychlostí 300 baudů a 4200 baudů. Počítač má stejné rozměry a vzhled jako počítač ZX81, liší se pouze barvou, která může být buď béžová nebo stříbrná. Na rozdíl od svého vzoru počítač nemá obvod ULA, jeho funkce je sestavena ze standardních diskrétních logických obvodů.

#### Microdigital TK85
TK85 je poslední počítač kompatibilní s počítačem ZX81 vyráběný společností Microdigital Eletrônica. Jedná se v podstatě o klon počítače Timex Sinclair 1500, stejně jako tento počítač je vybaven 16 KiB paměti RAM. Počítač má vestavěný interface pro joysticky a volitelně mohl obsahovat tříkanálový zvukový generátor. Velikost paměti ROM je 10 KiB, 8 KiB ROM je ekvivalentní paměti ROM počítače ZX81, v přidaných 2 KiB ROM se nacházejí doplňkové rutiny pro manipulaci s řetězci a grafikou, obsluhu joysticku a zvuku a rychlejší nahrávání dat z magnetofonu.

#### NE-Z80
NE-Z80 je varianta počítače ZX80 vyráběná společností magazínem Nova Electrônica, jenž vydávala dceřiná společnost Prológicy, Editele. Stejně jako ZX80 je NE-Z80 vybaven 4 KiB paměti ROM a 1 KiB paměti RAM. Paměť ROM je tvořena obvodem EPROM 2735, paměť RAM je tvořena dvěma obvody 2114. Paměť počítače je možno rozšířit na 16 KiB.

#### NE-Z8000
Je nástupce počítače NE-Z80, klon počítače ZX81. Na rozdíl od svého vzoru je vybaven větší pamětí RAM o velikosti 2 KiB.

#### Ringo R470

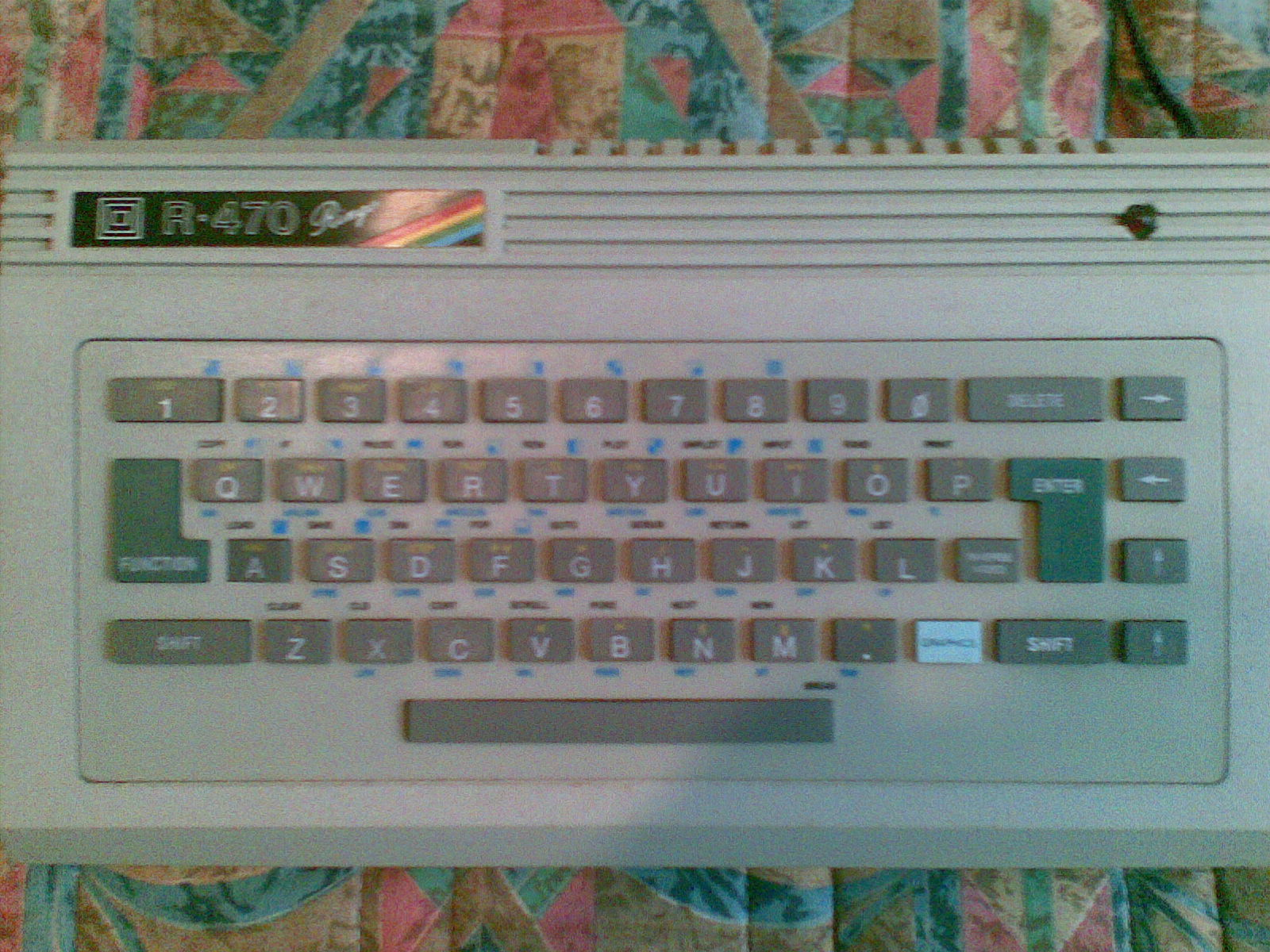
Ringo R470

Ringo R470 je varianta počítače ZX81 vyráběná společností Ritas do Brazil. S počítačem ZX81 ale není úplně kompatibilní. Počítač je vybaven pamětí RAM o velikosti 16 Kib, pamětí ROM o velikosti 8 KiB a interfacem pro tiskárnu a elektrický psací stroj. Paměť ROM může být rozšířena až na 16 KiB a paměť RAM až na 48 KiB. K počítači je možné přímo připojit tiskárnu nebo elektrický psací stroj, modem, hudební generátor, programátor pamětí EPROM a joystick.

### Hongkong

#### Lambda 8300
Počítač je známý také pod názvy Power 3000, Marathon 32K, Futura 8300, DEF 3000, Your Computer, IQ8300, BASIC 2000, BASIC 3000, PC 2000, PC 8300. Počítač má navíc proti počítači ZX81 zvukový generátor a interface pro joystick. Má změněná některá klíčová slova (např. LOG místo LN), jiná klíčová slova jsou přidána navíc (TEMPO, MUSIC, SOUND, BEEP, NOBEEP, and INK, PAPER, BORDER – poslední tři slouží pro ovládání externího barevného modulu)

### Itálie

#### Tellab TL801
Italská varianta počítače ZX80.

### USA

#### MicroAce
Počítač je variantou počítače ZX80 s možností rozšíření paměti na 2 KiB. Počítač byl kvůli prohře v soudním sporu se Sinclairem stažen z trhu. Poté, co se společnost MicroAce dohodla se Sinclairem, byla počítači rozšířena ROM na 8 KiB a počítač byl prodáván jako varianta počítače ZX81.

### Nekomerční klony počítače ZX81

#### ZXGate
ZXGate je varianta počítače ZX81 realizovaná ve FPGA.

#### ZX96
ZX96 je počítač založený na počítači ZX81 s rozšířenou pamětí (Giant Expansion – 32 KiB EPROM, 8 KiB EEPROM, 56 KiB RAM). K počítači byl vytvořen řadič disketových jednotek, interface pro připojení PC klávesnice a LCD displeje, řadič pevného disku, I/O karta obsahující tři obvody Z80 PIO a jeden obvod 8251 a rozšíření paměti RAM o 4 MiB.

#### ZX97
ZX97 je varianta počítače ZX81 navržená Wilfem Rigterem s možností rozšířit paměť až na 192 KiB (160 KiB baterií zálohované paměti RAM a 32 KiB paměti EPROM). Počítač je vybaven paralelním portem a rozšířenými možnostmi v textovém i grafickém režimu např. neomezený počet znaků UDG a grafiku v rozlišení 256 × 192 pixelů.
Jako ZX97 je označována i varianta počítače ZX81 Bodo Wenzela kompletně realizovaná ve FPGA Xilinx XC3042.

##### ZX97 Lite
Původní prototyp počítače ZX97 Wilfa Rigtera se skládá ze tří desek plošného spoje, proto vznikla varianta ZX97 Lite. Počítač umožňuje nastavit barvu okraje obrazu a pozadí textu. Proti počítači ZX81 má ZX97 Lite navíc několik klíčových slov jazyka BASIC.